# Василеострівська (станція метро)
59°56′33″ пн. ш. 30°16′42″ сх. д. / 59.94250° пн. ш. 30.27833° сх. д.
«Василеострівська» (рос. Василеостровская) — станція Невсько-Василеострівської лінії Петербурзького метрополітену.
Розташована між станціями «Приморська» і «Гостиний двір». Єдина станція на Васильєвському острові, так як «Приморська» знаходиться на острові Декабристів.
Станція відкрита 3 листопада 1967 у складі ділянки «Василеострівська» — «Площа Олександра Невського-1». Отримала назву за своїм розташуванням на Васильєвському острові. У проекті станція носила назви «Середній Проспект» і «Восьма лінія».

## Технічна характеристика
Конструкція станції — закритого типу глибокого закладення.
Західна частина платформи в свій час була віддана під службові приміщення, в результаті чого дві перші двері у бік станції «Приморська» і дві останні — у бік станції «Рибацьке» не працюють для проходу пасажирів. Похилий хід тристрічковий, починається зі східного торця станції.

## Вестибюль
Наземний вестибюль, що проектувався для вмонтування в громадську будівлю, є павільйоном де дві стіни спочатку були засклені, але у 2007 році закладені каменем, залишивши лише пояс заввишки пів-метра. Будівля побудована на високому стилобаті для запобігання можливому затопленню під час повеней. Усередині павільйону верхній ескалаторний зал суміщений з касовим, в цьому просторі використовується закарнизне освітлення. На середину 2010-х планується вбудувати вестибюль в торгово-діловий центр.
Вихід у місто на Середній проспект Василівського острова, 6-у і 7-у лінії.

## Колійний розвиток
Оскільки станція була кінцевою Невському-Василеострівської лінії у 1967—1979 рр.., на перегоні «Василеострівська» — «Приморська» знаходиться з'їзд, використовуваний для обороту службових потягів.

## Перспективи розвитку
Планується, що «Василеострівська» стане пересадною на однойменну станцію Кільцевої лінії. На перегоні «Василеострівська» — «Гостиний двір», в місці перетину з тунелями Фрунзенсько-Приморської лінії, є пряма ділянка: заділ для станції, пересадної на «Адміралтейську».

## Оздоблення
Стіни перонного залу оздоблені білим мармуром. Підлога з сірого граніту, в отворах дверей горизонтальних ліфтів укладені шматочки плитки. Поперечні шви гранітної підлоги декоровані алюмінієвими профілями. По всій довжині станції смуга синюватої смальти на карнизі. У торці знаходиться решітка з назвою станції і двічі позначеним роком її спорудження. Інформаційні покажчики знаходяться в центрі залу, що не характерно для станцій такого типу.

## Ресурси Інтернету
- «Василеострівська» на metro.vpeterburge.ru [Архівовано 27 березня 2014 у Wayback Machine.] (рос.)
- «Василеострівська» на ometro.net (рос.)
- «Василеострівська» на форумі metro.nwd.ru [Архівовано 4 березня 2016 у Wayback Machine.] (рос.)
- Санкт-Петербург. Петроград. Ленінград: Енциклопедичний довідник. «Василеострівська» (рос.)